# Jonathan Letterman
Jonathan Letterman (Canonsburg, Pennsilvània, 11 de desembre de 1824 - San Francisco, Califòrnia, 15 de març de 1872) fou un cirurgià estatunidenc que és considerat el que va inventar els mètodes moderns per a l'organització mèdica dels exèrcits i dels camps de batalla. El Dr. Letterman és conegut en l'actualitat com el "pare de la medicina dels camps de batalla". El seu sistema organitzatiu va fer possible que milers d'homes ferits es poguessin tractar i curar durant la Guerra Civil dels Estats Units.

## Vida
Letterman va néixer a Canonsburg (Pennsilvània), fill d'un cirurgià famós. Es va graduar al Jefferson College de Washington (Pennsilvània), a on fou membre de la germandat Beta Theta Pi i al Jefferson Medical College (avui Universitat Thomas Jefferson de Filadèlfia) el 1849. El mateix any va obtenir la posició de cirurgià assistent al Departament Mèdic de l'Exèrcit dels Estats Units.
Letterman va servir a Florida a les campanyes militars contra els seminola fins al 1853. Després va estar un any a Fort Ripley, Minnesota. Posteriorment fou destinat a Fort Defiance (actual Arizona), al Territori de Nou Mèxic per ajudar a la campanya contra els Apatxe. Des d'aquí fou transferit a Fort Monroe, Virgínia. Entre el 1860 i el 1861 fou destinat a Califòrnia, a la lluita contra els ute.
William Henry Letterman, el seu germà petit, fou cofundador de la fraternitat Phi Kappa Psi amb Charles Page Thomas Moore a Canonsburg després d'atendre els companys malalts a la tardor de 1850. William, després de graduar-se a la Universitat Jefferson, va seguir al seu germà al Jefferson Medical College.

## Guerra Civil

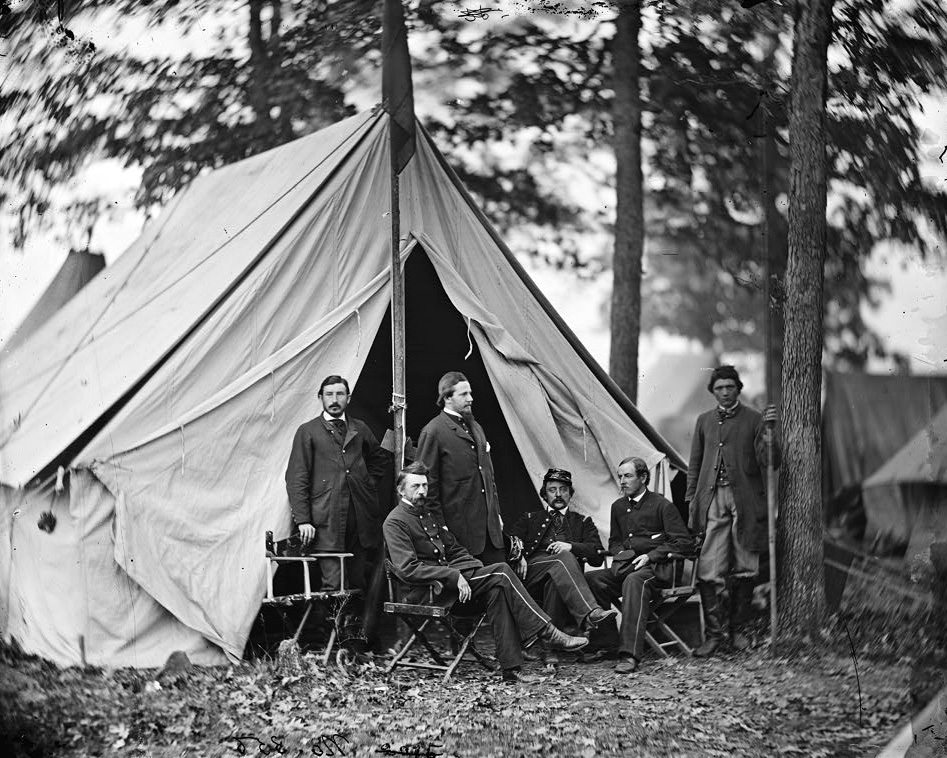
Letterman (assegut a l'esquerra) i l'equip, Warrenton (Virgínia), 1862.

Al començament de la Guerra de Secessió Letterman fou assignat a l'exèrcit del Potomac. Fou nomenat director mèdic del Departament de Virgínia Occidental de l'exèrcit de la Unió el maig de 1862. Un mes després William A. Hammond, Cirurgià Generaol de l'exèrcit dels Estats Units el va ascendir de categoria com a director mèdic de l'exèrcit del Potomac. De seguida, Letterman va reorganitzar el Servei Mèdic del nou exèrcit després d'haver obtingut una carta del General Maj. George B. McClellan en la que se l'instava a fer el que calgués per a millorar el sistema. L'exèrcit de la Unió trontollava a causa de les baixes que havia patit a les Batalles dels Set Dies el mes de juny, però durant la batalla d'Antietam (al setembre), Letterman havia ideat un sistema d'estacions de primers auxilis a nivell de cada regiment en els que es van iniciar els primers principis de triatge de ferits. Bàsicament, Letterman va instituir un procediment operacional permanent per a la tria i posterior tractament dels ferits de guerra i per primera vegada va aplicar els principis de gestió de la medicina en un camp de batalla. Va establir hospitals de campanya mòbils perquè estiguessin a les seus dels cossos i divisions. Això es va sumar a un eficient cos d'ambulàncies que va establir l'agost de 1862, sota el control de l'equip mèdic nomenat pels Cossos d'Intendèncis de l'exèrcit. Letterman també va idear un sistema eficient per a la distribució de les necessitats mèdiques.
Letterman va provar l'eficiència del seu sistema a la batalla de Fredericksburg en la que l'exèrcit del Potomac va patir 12.000 víctimes però les decisions dels comandaments van posar en perill el subministrament d'equip mèdic durant la posterior Batalla de Gettysburg i durant la batalla de Mine Run. Així, el seu sistema fou adoptat per l'exèrcit del Potomac i altres exèrcits de la Unió després de la Batalla de Fredericksburg i es va establir de manera oficial com el Procediment (o protocol) d'admissió i tractament de les víctimes del camp de batalla per a tots els exèrcits dels Estats Units segons una Llei del Congrés aprovada el març de 1864.
Durant la batalla de Gettysburg el juliol de 1863 fou quan el seu exèrcit va patir un nombre més important de baixes. Per fer front als més de 14.000 ferits de la Unió i els 6.800 ferits confederats que havien quedat enrere, es va crear un gran campament mèdic al nor-est de Gettysburg anomenat "Camp Letterman". Es va informar al General de Brigada S. Williams A.A.G sobre la batalla de Bettysburg i el sistema de tractament de ferits ideat per Letterman el 3 d'octubre de 183. El Cirurgià director mèdic del Cos, John McNulty, va informar que podia assegurar amb una gran satisfacció que el sistema va poder netejar el camp de batalla de ferits, donar-los menjar, vestir-los i tractar les ferides abans de les sis hores després que hagués acabat la batalla i fer totes les operacions prioritàries menys de quatre hores després que es patís la lesió: jo puc, crec, dir amb tota seguretat quin hagués estat el resultat en una altra Companyia de l'exèrcit si haguessin tingut les mateixes instal·lacions. El resultat no ha estat superat ni igualat en cap més batalla tant gran com aquesta". El Major Mc Nulty, Director Mèdic del XII Comandament de l'exèrcit de la Unió no va rebre o tenia ordres de desobeir l'ordre de deixar enrere els carros d'equipatge mèdics i, per tant, a diferències de molts altres comandants mèdics de la Unió, a Gettysburg tenien suficients equips i subministraments mèdics per a implementar adequacament el sistema que havia ideat Letterman.
Letterman, en ser un militar, no entenia que no es salvessin les vides de les tropes tractant ràpidament els ferits degut al seu desplaçament ràpid: "L'oportunitat de l'ordre que, per descomptat no pretenc qüestionar, però el seu efecte fou el de privar a aquest departament dels aparells necessaris per a l'atenció adequada dels ferits". Ell va apreciar que el comandament havia de fer decisions dures quan assignava els vehicles de transport per al millor benefici global de les operacions i els soldats de l'Exèrcit. Tot i això, Letterman es va descoratjar una mica per la manca de suport del comandament en la seva organització de les batalles de Gettysburg i de Mine Rune. Després d'un breu període de servir com a inspector d'Hospitals al Department de Susquehanna, Letterman va dimitir de l'exèrcit el desembre de 1864 molt abans del final de la Guerra de Secessió i es va traslladar a San Francsco, a on va exercir de metge forense enre 1867 i 1872. Va publicar les seves memòries titulades: Medical Recollections of the Army of the Potomac el 1866.

## Mort i llegat
Després de la mort de la seva dona, Mary Digges Lee Letterman, es va deprimir greument. Va patir moltes malalties i va morir de cop a San Francisco. Només tenia 47 anys. El 13 de novembre de 1911, l'hospital de l'exèrcit del Presidio Real de San Francisco fou anomenat Hospital de l'exèrcit Letterman en el seu honor. Fou enterrat al Cementiri Nacional d'Arlington.